# 秋田市立秋田商業高等學校
秋田市立秋田商業高等學校是位於日本秋田縣秋田市新屋勝平台地區的公立高等學校。
其摔角部、足球部都是秋田縣內常勝軍，都曾先後在全國高等學校賽事中獲得優勝。

## 歷史
學校成立於1920年，最初為實業學校，名為「秋田市商業學校」，1942年「秋田市立土崎商業學校」被併入，1944年由於日本政府因應二次大戰後期的政策，一度被改設為「秋田市立工業學校」，直到戰爭結束後於1946年才恢復為原本的商業學校。
1948年配合日本的學制改革更名為「秋田市立商業高等學校」，1961年才更改為現在使用的「秋田市立秋田商業高等學校」，1978年遷移至現址。

## 知名校友
- 富樫豪
- 佐佐木吉郎
- 石川雅規
- 成田翔
- 平泽周策
- 足利道夫
- 田口光久
- 清野智秋
- 柳田英明
- 石田和春
- 太田章
- 佐藤满
- 片山贵光
- 加藤鷹